# Jaime Caruana
Jaime Caruana Lacorte (Valencia, 14 de marzo de 1952) fue gobernador del Banco de España entre julio del 2000 y julio del 2006. Su mandato coincidió con el del subgobernador Gonzalo Gil García. Fue Gerente general del Banco de Pagos Internacionales entre abril de 2009 y noviembre de 2017.

## Biografía
Caruana nació en Valencia y se licenció como ingeniero de telecomunicación en la Universidad Politécnica de Madrid, obteniendo el título de ingeniero en 1974. Entre 1996 y 1999 sirvió como director general del Tesoro y Política Financiera. Tras 6 años al frente del Banco de España como Gobernador (julio de 2000-julio de 2006), pasó a formar parte del influyente G30 (Group of Thirty), institución de análisis financieros y macroeconómicos con sede en Washington. También formó parte del Comité de Basilea (Suiza) en tanto que presidente desde mayo del 2003. Tomó parte en los acuerdos de Basilea II, que establece un nuevo marco regulador de la actividad bancaria internacional, ganándose el respeto de los reguladores y de la industria de servicios financieros por conseguir un acuerdo para el texto revisado en junio del 2004. 
El 26 de mayo de 2006 a las 13:03 horas, al final de su mandato como gobernador, la asociación de inspectores del Banco de España envió una nota informativa al Ministro de Economía alertando de la pasividad de los órganos rectores del banco central ante el «insostenible crecimiento del crédito bancario en España durante los años de mandato del señor Caruana», relacionando la misma con el estallido de la burbuja del ladrillo que ocurriría algunos meses después. Fue sucedido al frente del Banco de España por Miguel Ángel Fernández Ordóñez, militante del Partido Socialista Obrero Español y antiguo secretario de estado.
En agosto del 2006 entró al Fondo Monetario Internacional (FMI) de la mano del entonces presidente Rodrigo Rato como consejero y director del Departamento de Mercados Monetarios y de Capital. Rato fue ministro de Economía de España hasta 2004 y Caruana coincidió con él durante cuatro años de su mandato como gobernador del banco central. 
Dejó el FMI en la primavera de 2009 para ponerse al frente del Banco de Pagos Internacionales (BIS, por sus siglas en inglés). El exgobernador del Banco de España asumió así, el 1 de abril de 2009, y por un mandato inicial de cinco años, el puesto de director general que dejó vacante Malcolm Knight. En 2013, renovó por un segundo mandato que en un principio expiraba en marzo de 2017, fecha en la que cumplió 65 años, edad reglamentaria máxima para ejercer el cargo. No obstante, fue prorrogado hasta el 30 de noviembre y sucedido por Agustín Carstens.
El 1 de junio de 2018 pasó a ocupar el cargo de consejero independiente de BBVA y el 27 de junio pasó a formar parte de la comisión delegada permanente, la de riesgos y la de tecnología de la entidad bancaria, órganos dependientes del Consejo de Administración.

## Polémica
En mayo de 2006, la asociación de inspectores del Banco de España advierten al gobernador, en un escrito de cuatro páginas, de que su “complaciente lectura de la situación económica española" está iniciando el camino al desastre. Esta carta se escribió tan solo dos meses antes del final de su mandato de seis años no renovables, por lo que difícilmente podría haber reaccionado a ella. 
Con la revisión del aumento de la deuda total del país, desde una deuda total manejable inferior al 300% del PIB del país en 2005, hasta alcanzar lo que se llama la "trampa de deuda" en 2008, una cantidad de deuda donde solo se logra pagar los intereses (situada sobre el 340%), y que en España 2008 se alcanzó el 366,2% de la renta del país, alcanzando el 397% en 2009, y el 402% en el 2010, solo bajando en el 2011 al 395%. Tomar medidas contra este aumento descontrolado de la deuda es responsabilidad del regulador, dirigido en los momentos de formación de la causa de la crisis por Jaime Caruana y después por Miguel Ángel Fernández Ordóñez.
Los aumentos de la deuda total del país difícilmente son responsabilidad de los bancos centrales, cuya responsabilidad estatutaria no incluye la vigilancia de la deuda externa, labor que recae en el ámbito de la política económica del Gobierno.